# 會督府

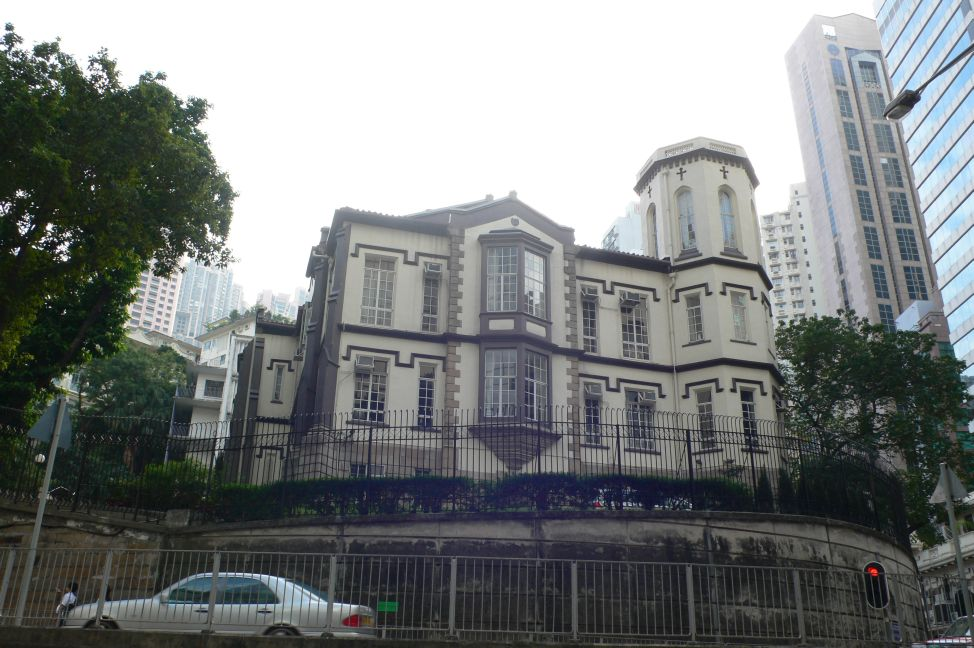
會督府

會督府（英語：Bishop's House），正式名稱為香港聖公會教省辦事處，又稱聖公會會督府，現在多稱主教府，是香港聖公會的一座歷史建築，位於香港島中環下亞厘畢道1號近鐵崗一帶，是「政府山」的一部分，現被列為香港一級歷史建築。

## 歷史
會督府的起源可以追溯到1843年史丹頓（英語：Vincent John Stanton）被任命為香港殖民地牧師。會督府於1848年建成，本是一所為華人而設的學校──聖保羅書院。當新的維多利亞教區成立時，史丹頓將書院移交給新任命的施美夫主教。於1849年至1950年期間曾用作聖保羅書院校址，第二次世界大戰後聖保羅書院遷往般咸道。現為香港聖公會教省辦事處，並已被列為一級歷史建築。

## 建築風格
建築風格屬都鐸復興式，設計簡單優雅，基石由花崗岩築成，上有一座三層高碉堡式八角形的塔樓。是香港早期的西式建築，比禮賓府（總督府）歷史更加悠久。

## 保育
2009年，聖公會宣佈斥資8億元保育中環建築群，當中下列四幢歷史建築將予以保留及復修：
- 會督府：建於1848年，現為一級歷史建築。建築以花崗岩築成屋基，兩層樓高，單邊後方有三層樓高碉堡式八角塔樓，屬都鐸復興式風格。原為主教居所及聖保羅書院最早期的校舍。擬保留作香港聖公會大主教辦事處，內設博物館，拆除近年新設的窗口式冷氣機及樓梯，並為傷殘人士加設設施。
- 聖保羅堂：建於1911年，擬議為一級歷史建築，屬哥德式風格。頂部建有尖長的塔樓，為中環早期為華人而設的基督教會。當時上層為禮拜堂，下層用作聖保羅書院課室。二戰時，教堂被徵用作日軍憲兵訓練學校。翻新後將全面對外開放。
- 廣傑樓：建於1851年，擬議為三級歷史建築。原為聖保羅書院南翼，是書院最早期的校舍。其後曾用作基恩小學校舍及聖公會刊物辦事處。2007年復修，供明華神學院學生上課及住宿，並命名為「廣傑樓」以表揚鄺廣傑大主教。擬保留作聖公會辦公室和綜合活動中心。
- 前教堂禮賓樓，又名馬丁樓：建於1919年，擬議為一級歷史建築。樓高三層，原為聖保羅書院宿舍，後來為多位傳教士居所。著名歐亞混血女作家韓素音曾居於此。日佔香港時期，是許多來自中立國的基督徒避難之所。近年新設的窗口式冷氣機及拆除鋁窗。

此外，下列建築將予以重建：
- 中庭：清拆莫慶堯樓（原霍約瑟紀念校舍）、約翰馬利樓（原聖公會幼稚園）及聖公會福利協會（原香港兒童安置所）等戰後建築，遷走明華神學院和聖公會幼稚園，改建為多層圓形中庭，設玻璃和綠化天幕。供基督教表演及聚會使用、藝術品展示和設餐飲區。
- 宿舍及社區中心：拆卸重建為新大樓，前排高11層，後排高13層，將設社區服務中心、神職人員宿舍、教會檔案室、文物館。
- 港中醫院：將改建為11層高的綜合醫療服務中心，提供醫療、長者院舍等服務。

## 外部連結
- 康文署：會督府

22°16′48.15″N 114°9′21.64″E / 22.2800417°N 114.1560111°E